# Mielőtt lemegy a Nap
A Mielőtt lemegy a Nap (eredeti címe: Before Sunset) 2004-ben bemutatott amerikai romantikus dráma Richard Linklater rendezésében, a Mielőtt felkel a Nap (1995) folytatása és a Mielőtt éjfélt üt az óra (2013) előzménye. Az előző részhez hasonlóan ezt a filmet is Richard Linklater rendezte. Ugyanakkor a forgatókönyvírást Linklater ezúttal megosztotta a film két főszereplőjével, Ethan Hawke-kal és Julie Delpyvel. A forgatókönyvön dolgozott a "Mielőtt felkel a Nap" eredeti forgatókönyvírója Kim Krizan is.
A film a "Mielőtt felkel a Nap" történetét folytatja, amelyben egy amerikai fiú (Hawke) és egy francia lány (Delpy) megismerkednek egy vonaton és egyetlen éjszakát együtt töltenek Bécsben. Kilenc évvel később a "Mielőtt lemegy a nap"-ban útjaik újra keresztezik egymást. A film azt a délutánt követi valós időben, amelyet együtt töltenek Párizsban.
A "Mielőtt lemegy a Nap" jó kritikai fogadtatásban részesült, és jelölték a legjobb forgatókönyv Oscar-díjára is.

## Történet
|  | Alább a cselekmény részletei következnek! |

Kilenc év telt el a "Mielőtt felkel a Nap" eseményei óta, amikor is Jesse és Céline Bécsben megismerkedtek. Azóta Jesse írt egy regényt "Most" címmel, amelyet a Céline-nel való találkozása ihletett, és a könyv bestseller lett Amerikában. Jesse könyvbemutató úton van Európában, hogy támogassa a könyve eladását. A turné utolsó állomása Párizs és Jesse felolvasást tart egy könyvesboltban. Miközben Jesse beszél, villanásokat látunk kettejük bécsi kalandjaiból. Az együtt töltött éjszaka emlékei még mindig elevenek, noha kilenc év telt el azóta. Három újságíró kérdezgeti a könyvesboltban, az egyik romantikus és meg van róla győződve, hogy a könyv szereplői fognak még találkozni, a másik cinikus, szerinte nem, a harmadik pedig kételkedik, hogy fognak-e. Miközben Jesse beszél elfordítja tekintetét a hallgatóságról és nagy meglepetésére megpillantja a mosolygó Céline-t.
A könyvbemutató után a könyvesbolt vezetője emlékezteti Jesse-t, hogy egy óra múlva el kell indulnia a repülőtérre, hogy elérje a gépét. Ezért – csakúgy, mint az előző részben – Céline és Jesse csak igen korlátozott időre találkozhatnak. A főszereplőknek az előző részhez hasonlóan megint a lehető legjobban kell kihasználniuk a rendelkezésükre álló rövid időt, ezáltal hamar személyes témákra térnek rá, így a harmincasok szokásos témáira, a munkára, a politikára, majd, amint kezdenek kifutni az időből, egyre inkább az egymás iránt érzett vonzódásukra.
A beszélgetésük elején kiderül, hogy nem találkoztak fél év múlva, ahogy megbeszélték. Kiderül, hogy Jesse ígéretének megfelelően ott volt Bécsben, ám Céline nem, mivel nagyanyja hirtelen meghalt pont a tervezett randevú előtt. Mivel Jesse és Céline soha nem adták meg egymásnak a címüket, nem tudtak kapcsolatba lépni egymással és ezért nem találkozhattak.
Beszélgetésük során mindketten elmesélik, hogy mi történt az életükben az első találkozásuk óta. Mindketten a harmincas éveik elején járnak, Jesse író, megnősült, van egy fia. Céline környezetvédő aktivista, élt egy ideig Amerikában, van egy barátja, aki sajtófotós. Nyilvánvalóvá válik, ahogy beszélgetnek, hogy mindketten elégedetlenek bizonyos mértékben a jelenlegi életükkel. Jesse bevallja, hogy csak azért van a feleségével, mert nagyon szereti kisfiát. Céline elmondja, hogy nem túl gyakran látja barátját, mivel az sokat van távol a munkája miatt.
Párizs utcáit járva beszélgetnek, majd beülnek a Jesse részére bérelt limuzinba is. A régi érzéseik lassanként újjáélednek, bár közben feszültség is van köztük amiatt, hogy elszalasztották a korábbi találkozás lehetőségét, de rájönnek, hogy semmi sem hasonlít az első találkozásukhoz. Jesse végül beismeri, hogy tulajdonképpen azért írta a könyvet, mert remélte, hogy ezáltal újra találkozhat Céline-nel. Céline azt válaszolja, hogy a könyv nagyon fájdalmas emlékeket idézett benne. Van egy pillanat, amikor a limuzinban Jesse a szeretet nélküli, szinte teljesen szexmentes házasságáról beszél, amikor Céline megsajnálja és meg akarja érinteni Jesset, de visszahúzza a kezét, amikor az felé fordul.
A záró jelenetben Céline és Jesse felmennek a nő lakására. Jesse megtudta, hogy Céline gitározik és rábeszéli, hogy játsszon el neki egy dalt. Kiderül, hogy a keringő stílusú dal (amelyet Delpy írt) kettejük rövid találkozásáról szól.
Jesse ezután feltesz egy Nina Simone-lemezt. Céline a "Just in Time" című számra táncol magában, miközben Jesse bámulja őt. Miközben Céline Simonét utánozza, Simone hangján odasúgja Jessenek, "Bébi... le fogsz maradni a gépedről." A kamera lassan ráközelít Jessere, aki mosolyog és idegesen birizgálja a jegygyűrűjét, majd így válaszol: "Tudom", és a film véget ér.
|  | Itt a vége a cselekmény részletezésének! |

## Szereplők
- Ethan Hawke – Jesse
- Julie Delpy – Céline
- Vernon Dobtcheff – Könyvesboltvezető
- Louise Lemoine Torres – 1. újságíró
- Rodolphe Pauly – 2. újságíró
- Mariane Plasteig – pincérnő
- Diabolo – Philippe
- Denis Evrard – Hajófelügyelő
- Albert Delpy (Julie Delpy apja) – grillező férfi
- Marie Pillet (Julie Delpy anyja) – nő az udvaron

## Gyártás
A "Mielőtt felkel a Nap" után Linklater, Hawke és Delpy egy ideig gondolkodtak egy lehetséges folytatáson. Linklater a korai változatot hagyományos romantikus komédiaként írta le, amelyet négy helyszínen forgattak volna, sokkal nagyobb költségvetésből, de nem sikerült finanszírozót találni és ezért vissza kellett fogni a produkciót. Egy 2010-es interjúban Hawke elárulta, hogy az első film után mindhárman külön-külön dolgoztak évekig a lehetséges forgatókönyvön, köztük volt olyan is, amelyik a "Mielőtt felkel a Nap" után két évvel játszódott volna, de ahogy múlt az idő és a finanszírozás megoldatlansága miatt látszott, hogy a film nem készül el egyhamar, a korábbi forgatókönyv-változatok egyes részeit beépítették a "Mielőtt lemegy a Nap" tervezetébe. Linklater elmondta, hogy a végleges változat úgy készült, hogy "leültünk egy szobába és két-három napig dolgoztunk együtt, kidolgoztuk az egész film részletes vázlatát. Azután mintegy egy évig e-mailben és faxon küldözgettük át egymásnak az ötleteinket. Elküldték nekem a monológokat és dialógusokat, én pedig szerkesztettem, tömörítettem, átírtam őket. És így készült végül el a forgatókönyv." A film elkészítését Hawke így indokolta, "Nem arról van szó, hogy bárki könyörgött volna nekünk, hogy csináljunk egy második filmet. Nyilván azért csináltuk, mert ezt akartuk."
A filmet teljes egészében Párizsban forgatták. A filmforgatás mindössze 15 napig tartott és mintegy 2 millió dollárba került. Az egyik legmelegebb nyáron forgatták és az egész stáb szenvedett a 38 °C-nál is melegebb időben majdnem a teljes forgatás alatt. A történet majdnem teljesen valós időben játszódik. A folytatást kilenc évvel a Mielőtt felkel a Nap után mutatták be, azaz ugyanannyi idővel, mint ahogy a cselekmény játszódik az első filmhez képest.
A film azután jelent meg, hogy Hawke elvált Uma Thurman-től, ezért néhány kommentátor párhuzamot vont a filmbeli Jesse alakja és Hawke között. Egy másik kommentár szerint Hawke és Delpy egyaránt beépítették magánéletük bizonyos eseményeit a forgatókönyvbe, például Delpy valóban élt néhány évig New Yorkban. Delpy írta a filmben elhangzó két dalt is, illetve egy harmadik szól a záró feliratok alatt és szerepel a film hanganyagán is.

## Megjelenés
A "Mielőtt lemegy a Nap" premierje a Berlini Nemzetközi Filmfesztiválon volt 2004 februárjában, és korlátozott kópiaszámban 2004. július 2-án jelent meg az USA-ban.

### Bevételek
A nyitó hétvégén a film bruttó bevétele 219.425 dollár volt 20 filmszínházban az Egyesült Államokban, ezzel átlagosan 10,971 dollár/mozi bevételt ért el. A teljes moziforgalmazása 5,8 millió dollárt hozott az Egyesült Államokban és majdnem 16 milliót világszerte.

### Kritikai fogadtatás
A "Mielőtt lemegy a Nap" rendkívül pozitív fogadtatásban részesült a filmkritikusok részéről. 95%-os osztályzatot kapott a Rotten Tomatoes oldalon 159 kritika alapján, illetve 90/100-as súlyozott átlagot a Metacritic oldalon 39, elismert médiumban megjelent kritika alapján. A film 28 kritikusnál szerepelt 2004 tíz legjobb filmje között, és a 27. helyen végzett a Metacritic "Az évtized (2000–09) legjobb kritikákat kapott filmjei" listáján.

## Díjak és jelölések
Díjak
- 2004 Boston Society of Film Critics Award – A legjobb film (2. helyen)

Jelölések
- 2004 77. Oscar-gála – A legjobb forgatókönyv Oscar-díjára Richard Linklater, Ethan Hawke, Julie Delpy, és Kim Krizan.

## Fordítás
Ez a szócikk részben vagy egészben  a   Before Sunset című angol Wikipédia-szócikk ezen változatának fordításán alapul.  Az eredeti cikk szerkesztőit annak laptörténete sorolja fel. Ez a jelzés csupán a megfogalmazás eredetét és a szerzői jogokat jelzi, nem szolgál a cikkben szereplő információk forrásmegjelöléseként.